# مريمية
المريبة، الجعدة، قسعين، استفاقس أو  القصعين المخزني  أو المَرِيمِيَّةُ أو الناعمة المخزنية أو قويسة مخزنية (الاسم العلمي: Salvia officinalis) هو نوع نباتي يتبع جنس القصعين من الفصيلة الشفوية.
أوراقها خضراء رمادية عليها طبقة رقيقة من الزغب. تنبت الميرمية في المناطق الجبلية وتكثر في بلاد الشام مثل فلسطين ولبنان وسوريا وبجبال الأطلس المغربية.

## من الأسماء الشائعة للنبات
قصعين مخزني، العَيْزُقَانُ، المَرِيمِيَّةُ أو المَريَمِيَّة، مَرمية، مرامية، قويسة، شافية، النَّاعِمَة، شيالة، أسْفَاقُس، الفاقس، لِسَانُ الأُيُّلِ، شاي الجبل أو شاهي درنة أو تفاح الشاهي أو العَدَسُ البَرِّيُّ.ويسمى في المغرب بالسالمية ويسمى شجيرة بضم الشين وكسر الجيم.

## الموئل والانتشار

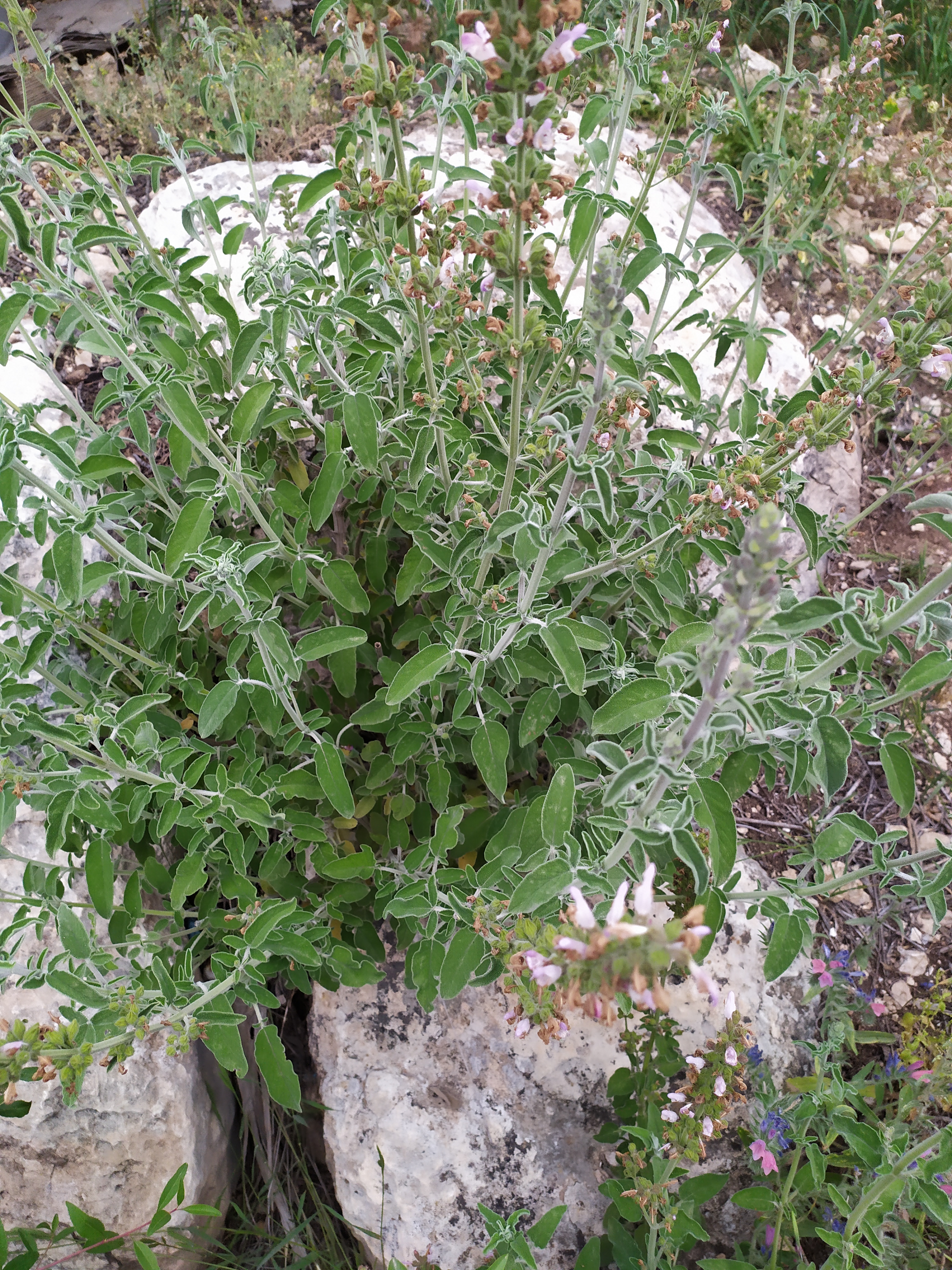
مريمية جبلية

النبات واطن في المغرب العربي والبلقان وغرب أوروبا وأدخل إلى مناطق أخرى مثل شرق أوروبا. ينتشر في الأماكن الجبلية خاصة في الأراضي البور والمناطق المحصورة بين الأراضي الجبلية والسلاسل الحجرية، ويفضل المناخ الجاف نسبيا والمعتدل. أصبح النبات يزرع النبات نظرا لمواصفاته الطبية.

## المعلومات الغذائية
يحتوي كل 100غ من القصعين المخزني، بحسب وزارة الزراعة الأميركية على المعلومات الغذائية التالية:
- السعرات الحرارية: 315
- الدهون: 12.75
- الدهون المشبعة: 7
- الكاربوهيدرات: 60.73
- الألياف: 40.3
- البروتينات: 10.63
- الكولسترول: 0

تحتوي ملعقة صغيرة من الميرمية على العديد من العناصر الغذائية، بما في ذلك:
- 3 غرامات من المغنيسيوم.
- 1 غرام من الفوسفور
- 7 غرامات من البوتاسيوم.
- 2 ميكروغرام من حمض الفوليك.
- 24 ميكروغراما من بيتا كاروتين.
- 41 وحدة دولية (IU) من الفيتامين A.
- 12 ميكروغراما من الفيتامين K.

## معرض صور

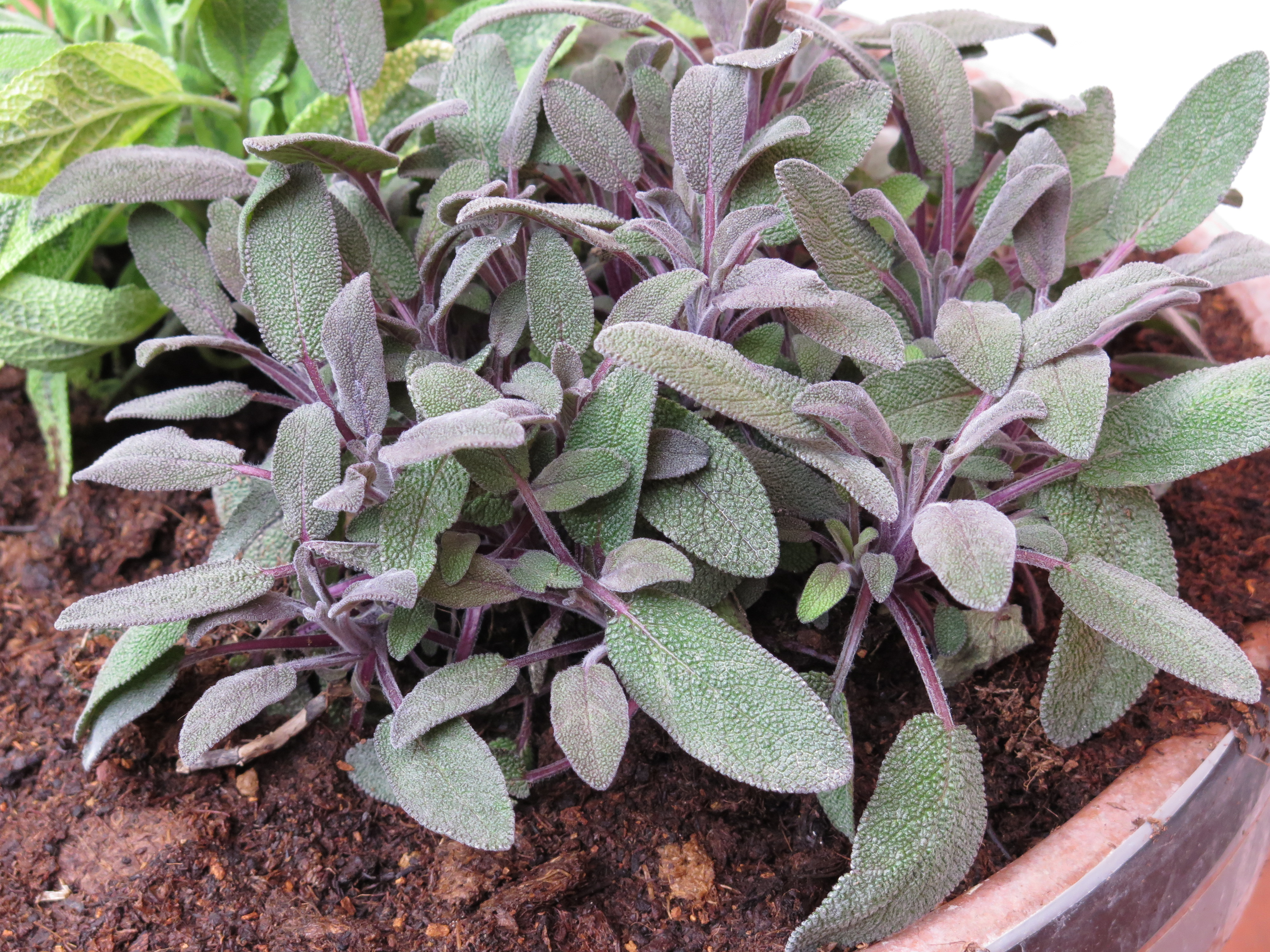
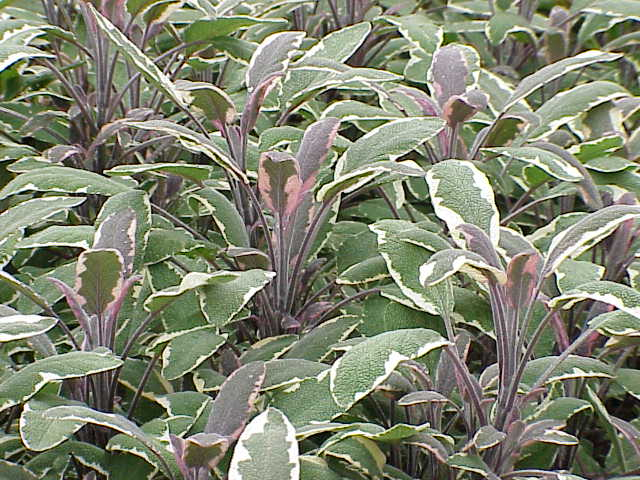
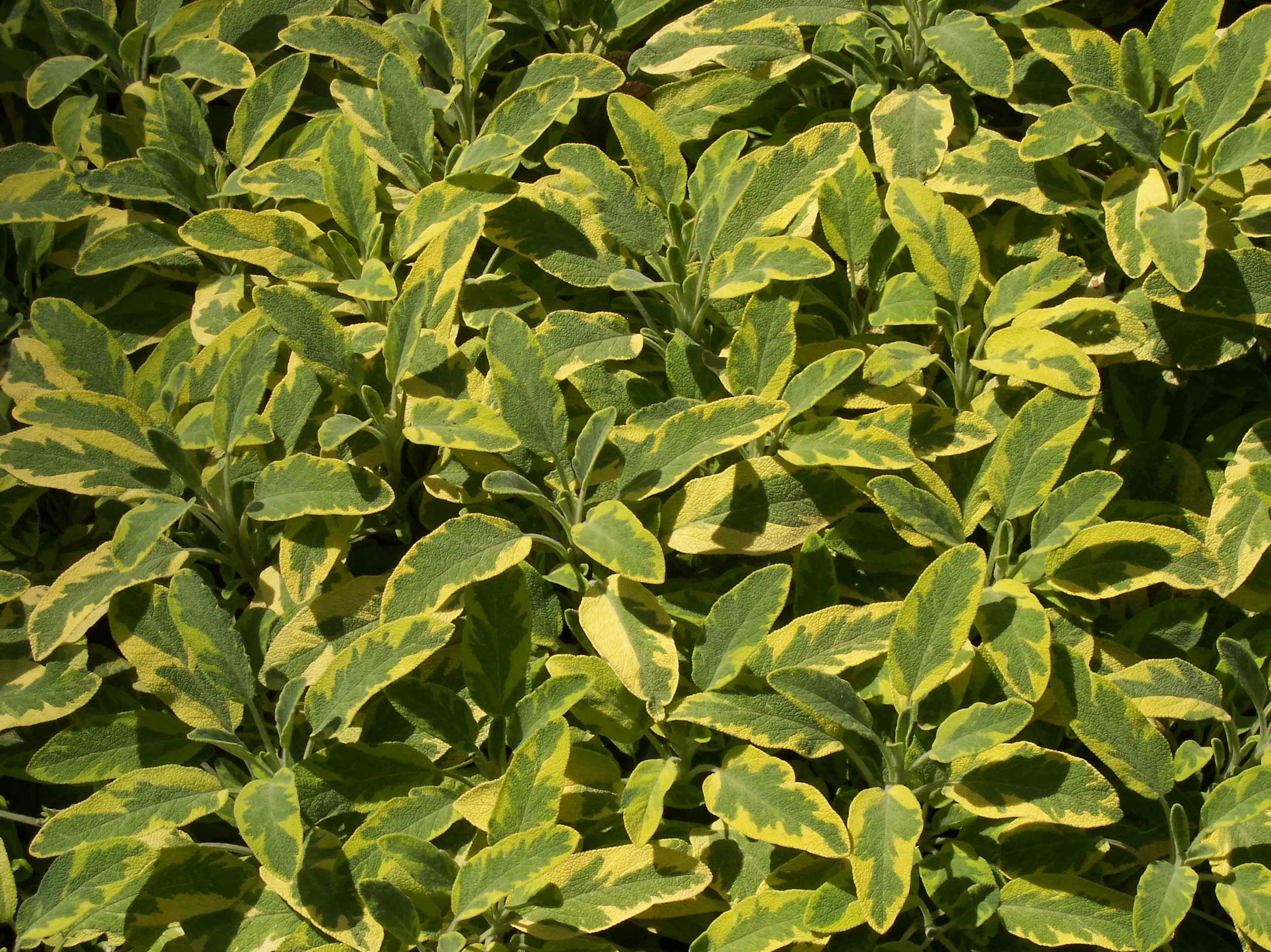
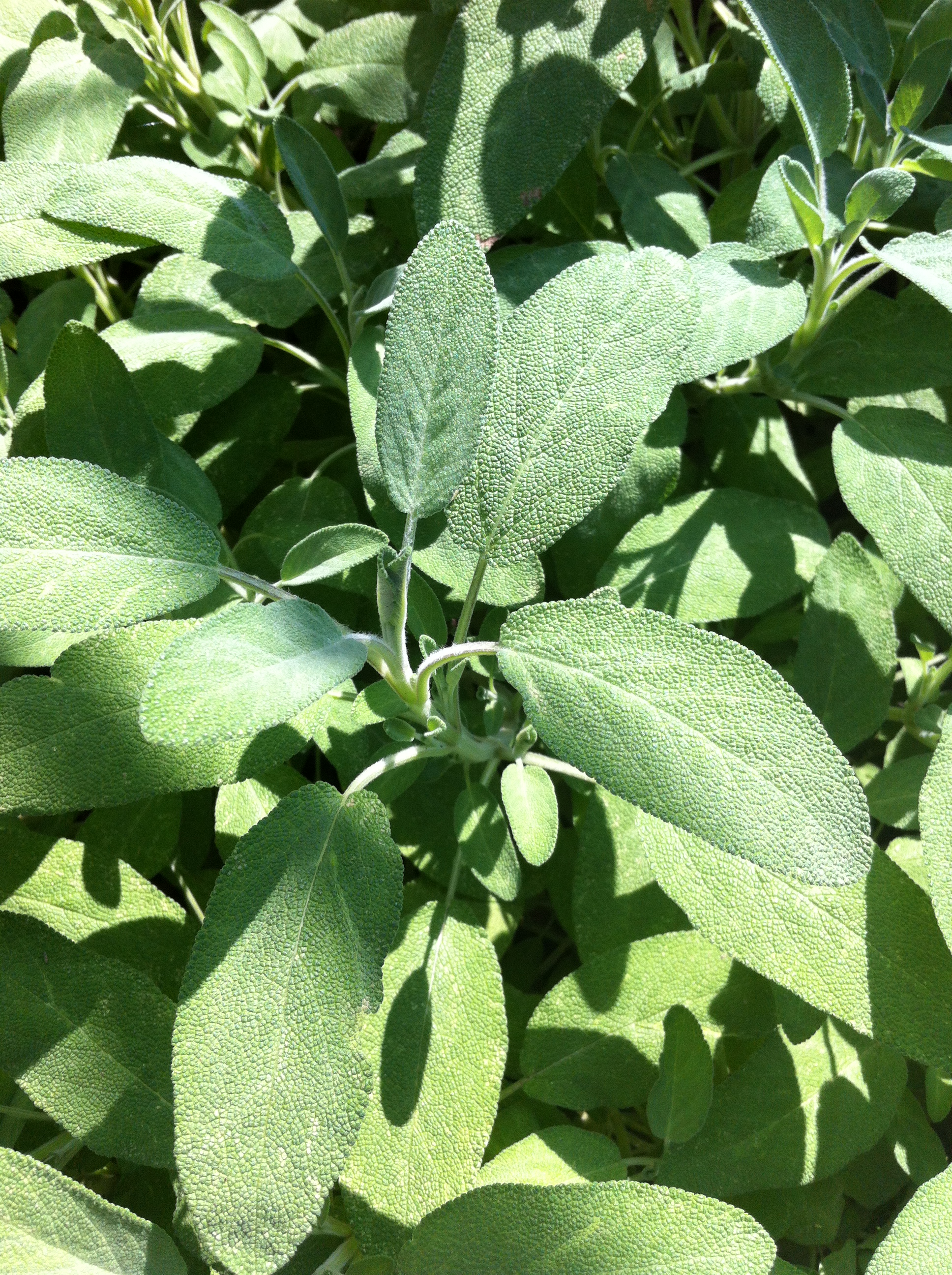